# Benjamin Tetteh
Benjamin Tetteh (ur. 10 lipca 1997 w Akrze) – ghański piłkarz grający na pozycji napastnika. Od 2020 jest piłkarzem klubu Yeni Malatyaspor.

## Kariera klubowa
Swoją karierę piłkarską Tetteh rozpoczynał w juniorach takich klubów jak: Tudu Mighty Jets FC (2013-2014) i Dreams FC (2014-2015). W 2015 roku zadebiutował w barwach Dreams FC w drugiej lidze ghańskiej. W 2015 roku przeszedł do belgijskiego Standardu Liège. 17 października 2015 zadebiutował w jego barwach w pierwszej lidze belgijskiej w przegranym 1:2 domowym meczu z KVC Westerlo. W debiucie strzelił gola.
We wrześniu 2016 Tetteh został wypożyczony do czeskiego klubu 1. FC Slovácko. Swój debiut w nim zaliczył 9 września 2016 w przegranym 1:3 domowym meczu z Fastavem Zlín. Spędził w nim rok.
Latem 2017 Tetteha wypożyczono do innego czeskiego zespołu, Bohemiansu 1905. Zadebiutował w nim 30 lipca 2017 w zremisowanym 1:1 wyjazdowym spotkaniu ze Spartą Praga. Zawodnikiem Bohemiansu był przez rok.
W lipcu 2018 Tetteh został piłkarzem Sparty Praga. Swój debiut w Sparcie zanotował 21 lipca 2018 w zwycięskim 2:0 domowym meczu z SFC Opava. W sezonie 2019/2020 zdobył ze Spartą Puchar Czech.
W czerwcu 2021 Tetteh został wypożyczony ze Sparty do tureckiego klubu Yeni Malatyaspor. Swój debiut w nim zaliczył 26 września 2020 w przegranym 1:3 wyjadowym meczu z Trabzonsporem. W lipcu 2021 został wykupiony ze Sparty za 2 miliony euro.
| Sezon   | Klub             | Kraj   | Rozgrywki       | Mecze | Gole |
| ------- | ---------------- | ------ | --------------- | ----- | ---- |
| 2015    | Dreams FC        | Ghana  | 2. liga         | ?     | ?    |
| 2015/16 | Standard Liège   | Belgia | Eerste klasse   | 15    | 2    |
| 2016/17 | Standard Liège   | Belgia | Eerste klasse A | 1     | 0    |
| 2016/17 | 1. FC Slovácko   | Czechy | 1. liga         | 13    | 1    |
| 2017/18 | Bohemians 1905   | Czechy | 1. liga         | 20    | 2    |
| 2018/19 | Sparta Praga     | Czechy | 1. liga         | 32    | 11   |
| 2019/20 | Sparta Praga     | Czechy | 1. liga         | 33    | 7    |
| 2020/21 | Yeni Malatyaspor | Turcja | Süper Lig       | 32    | 5    |

## Kariera reprezentacyjna
Tetteh grał w reprezentacji Ghany U-20. W 2015 roku był w jej kadrze na Mistrzostwa Świata U-20. W reprezentacji Ghany zadebiutował 9 października 2021 w wygranym 3:1 meczu eliminacji do MŚ 2022 z Zimbabwe, rozegranym w Cape Coast. W 2022 został powołany do kadry na Puchar Narodów Afryki 2021. Na tym turnieju zagrał w dwóch meczach grupowych: z Marokiem (0:1) i z Gabonem (1:1).